# تولید میل
تولید میل (فرانسوی: machine désirante‎) یا ماشین میل اصطلاحی است که توسط ژیل دلوز و فلیکس گاتاری در کتاب ضد ادیپ (۱۹۷۲) ابداع شده‌است. دلوز و گاتاری در صورتبندی این مفهوم، با نقد مفهوم میل در روانکاوی فرویدی، تحت تأثیر نظریه اراده معطوف به قدرت نیچه بوده‌اند و در واقع تعبیر جدیدی از این نظریه ارائه داده‌اند.

## مفهوم میل
به نظر دلوز و گاتاری انسان در ابتدایی‌ترین شکل خود موجودی زیست‌شناختی است. به همین دلیل در او میل یا کشش تصاحب اشیاء وجود دارد. میل چونان ماشینی است که آدمی را به پیش می‌راند. میل، جریانی آزاد دارد و از بدو تولد تا پایان عمر با انسان است، اما نحوه بروز و سمت و سوی آن در طول زندگانی هر فرد متفاوت است. آن‌ها در مخالفت با مفهوم فرویدی ناخودآگاه به مثابه تئاتر بازنمایی، الگوی کارخانه تولیدی را ارائه کردند: از نظر آن‌ها میل نیروی خیالی مبتنی بر فقدان نیست، بلکه نیرویی واقعی و زاینده است. آن‌ها ماهیت مکانیکی میل را به مثابه نوعی ماشین میل توصیف می‌کردند که به عنوان قطع‌کننده جریانی در یک جریان بزرگتر ماشین‌های گوناگون دیگر که با آن‌ها مرتبط است عمل می‌کند. در این بین ماشین میل جریانی از میل را نیز از خودش تولید می‌کند. دلوز و گاتاری جهانی چند کارکردی متشکل از چنین ماشین‌های مرتبط با همی را به تصویر می‌کشند: «ماشین‌های میلی که خارج از ماشین‌های جامعه که در مقیاس بزرگ شکل گرفته‌اند وجود ندارد؛ و هیچ ماشین اجتماعی بدون ماشین‌های میلی که آنها را در مقیاس کوچک ساکن کنند وجود ندارد». تولید میل حالتی انفجاری دارد و ماشین میلی امکان شکل گیری بدون ویران کردن تمام بخش‌های اجتماعی را ندارد.

## انواع میل
از نظر دلوز و گاتاری دو نوع میل وجود دارد: ۱- میل پارانویی ۲- میل شیزویی.
میل پارانویی، خاستگاه اجتماعی و تاریخی دارد. از لحظه‌ای که کودک از مادر جدا می‌شود تا هنگامی که پا به عرصه اجتماع و فرهنگ می‌گذارد، به هنجارها و قواعدی برمی‌خورد که میل او را مرتباً سرکوب می‌کنند و آن را در کانال‌ها و جهات خاصی سوق می‌دهند. این میل با ترس برانگیخته می‌شود. ترس از اینکه فاقد چیزی باشیم که دیگران دارند. ترس از اینکه دیگرانی که آن را دارند دربارهٔ ما قضاوت نادرست بکنند، ترس از مجازات، ترس از ریشخند شدن و… اما چه چیزی این ترس را ایجاد می‌کند؟ جامعه سرکوبگر و فرمانروایان مستبد و ستمکار. در واقع در هر جامعه‌ای، امیال انسان‌ها در اشکال متفاوت اجتماعی رمزگذاری می‌شود.
میل پارانویی افسرده و منجمد است؛ چرا که به وسیله اجتماع و خانواده سرکوب و آنگاه هدایت می‌شود. اینجاست که دیگر، ما راننده «ماشین» میل‌مان نیستیم، بلکه جامعه و در راس آن فرمانروایان، آن را به حرکت درمی‌آورند. جامعه از اینکه خود آدمی رانندگی ماشین میل را عهده‌دار شود، هراس دارد، از این‌رو آن را کنترل و محدود می‌سازد، اما آن بخش طبیعی و اصیل میل که میل شیزویی نام دارد در لایه‌های زیرین اجتماع و فرهنگ در حرکت و سیلان است و همواره درصدد یافتن راه نفوذی به بیرون است. میل شیزویی هنجارشکن، انقلابی و ضد اجتماعی است.

## خصلت سیاسی میل
امیال از آنجا که توسط جامعه واپس زده می‌شوند وجهی از قدرت محسوب می‌شوند و خصلتی سیاسی پیدا می‌کنند. این میل تعبیری نو از اراده معطوف به قدرت نیچه است. از آنجا که امیال آدمی به صورت مستمر سرکوب می‌شوند، شیوه‌هایی خاص از زندگی را ایجاد و مفاهیم و تفکر خاص خود را نیز تولید می‌کنند.
تنها انسان شیزوفرن می‌تواند از این حصار بسته خارج شود و مفاهیمی نو ابداع کند. شیزوفرن کنایه از فردی است که خود را در چارچوب‌های بسته محصور نمی‌کند و در برابر ادیپ مقاومت می‌کند. انسان شیزوفرن همواره میان دو قلمرو میل منجمد و ایستا و میل زایا و هنجارشکن در نوسان است. شخصیت شیزوفرنیک ذهنیت خویش را از قید واقعیت‌های بورژوایی و خود سرکوب‌کننده و محدودیت‌های ناشی از فراخود رها می‌کند و دام‌هایی را که ادیپ برای او گسترده است، کنار می‌زند. به عبارت دیگر فرایند شیزوفرنیک دارای خصلتی مرکز گریز است و شخصیت پارانویا و فاشیست را به سمت انقلاب سوق می‌دهد.